# Marine Barracks Washington

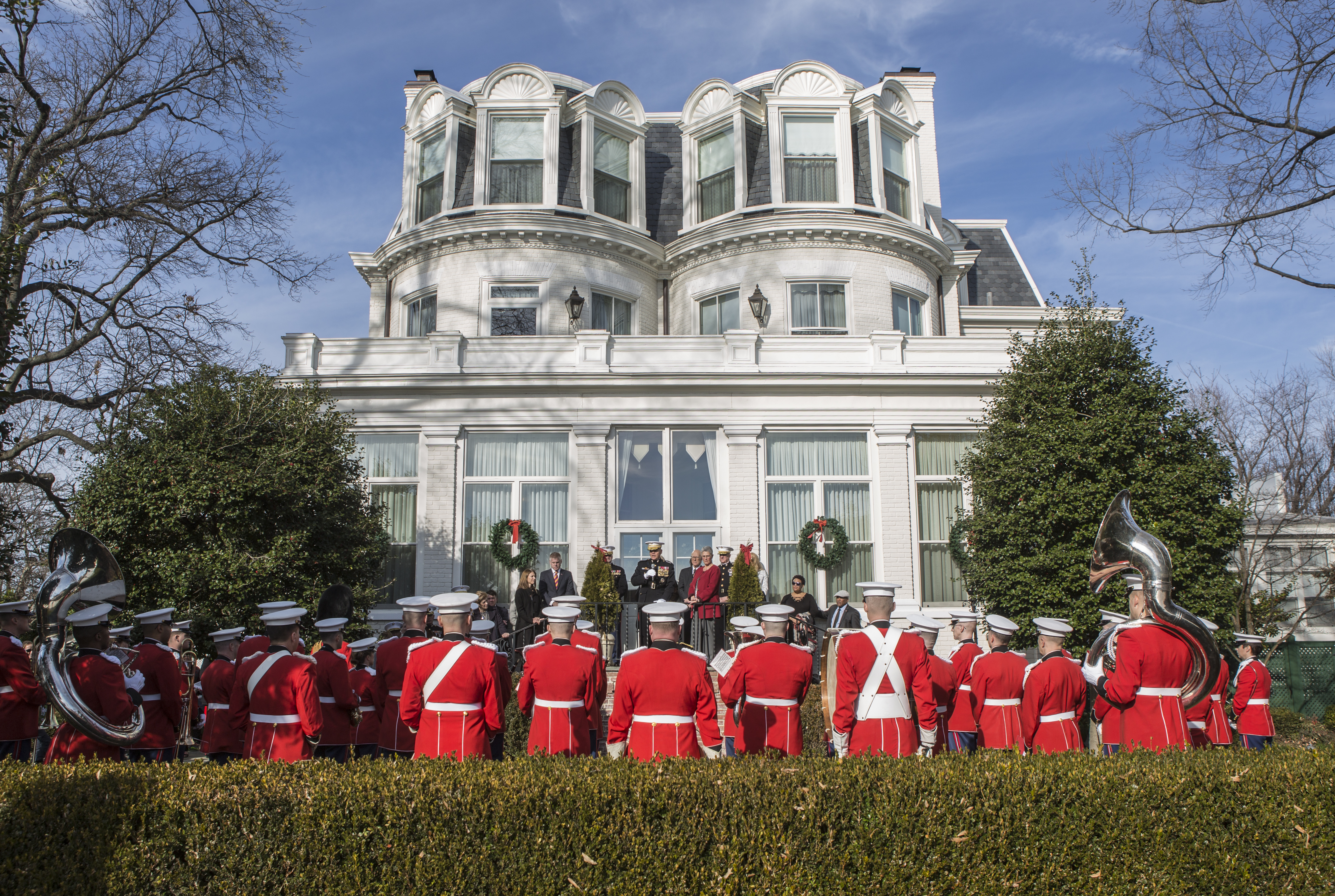
Marinkårskommendantens residens.

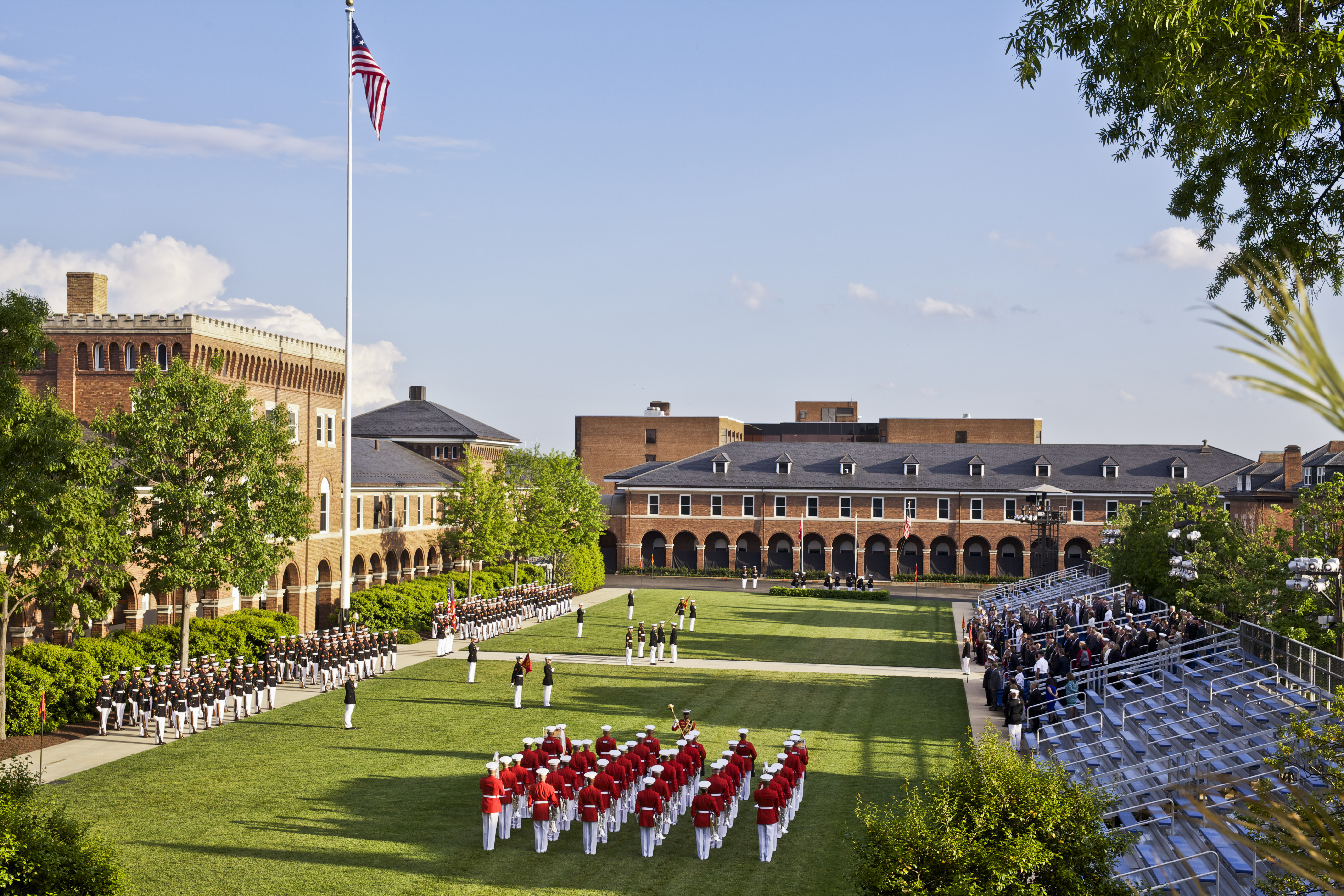
Exercisplatsen med läktare.

Marine Barracks Washington, även kallat för 8th and I (efter gatunamnen), är en militär anläggning tillhörande USA:s marinkår belägen i den sydöstra delen av Washington, D.C. och som utgör ett kvarter upptagandes en yta om 2,4 hektar. Marinkåren har funnits på platsen sedan 1801 och här finns residenset för marinkårskommendanten samt kaserner och en exercisplats. 
De enheter som finns här är musikkårer (United States Marine Band och United States Marine Drum and Bugle Corps) och två paradkompanier (varav kompani A innehåller Silent Drill Platoon) som bidrar med marinkårens del till hedersvakt i olika statsceremonier i och kring huvudstaden.

## Bakgrund
Byggnaderna på platsen är några av de äldsta i Washington, D.C. President Thomas Jefferson och den dåvarande marinkårskommendanten red 1801 på häst runt i den nya huvudstaden för att hitta en lämplig plats i närheten av örlogsvarvet. De hittade till slut en plats i närheten av både örlogsvarvet och Kapitolium.
När Storbritanniens armé brände ned Washington, D.C. under 1812 års krig intogs även Marine Barracks. Den muntliga traditionenen inom marinkåren lyder att britterna avstod från att bränna ned residenset och kasernerna på grund av yrkesmässig respekt inför det mod de amerikanska marinsoldaternas uppvisade vid slaget vid Bladensburg.
På grund av den begränsade ytan uppfördes Marine Base Quantico i Virginia under 1900-talets början.
Marine Barracks Washington är från 1972 upptagen i National Register of Historic Places och blev 1976 utsedd till en National Historic Landmark.